# Tiranes

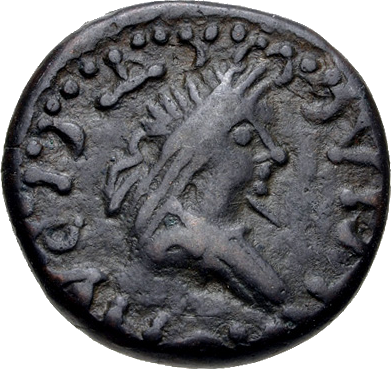
Moneda con grabado de Tiranes.

Tiberio Julio Tiranes (griego antiguo : Τιβέριος Ἰούλιος Τειρανης, Tiberios Ioúlios Teiranēs) fue un rey de Bósforo que reinó aproximadamente de 275/276 a 279.

## Origen
El origen del rey Tiranes es desconocido. Lleva un nombre de origen persa idéntico al del rey de Armenia casi contemporáneo Tigranes. Es tal vez un hermano o un hijo de Rescuporis IV, y nieto de Sauromates III.

## Reinado
Este soberano es casi únicamente conocido por sus monedas que se extienden entre los años 573 y 575 de la « era del Ponto », utilizada en el Reino del Bósforo, que lleva la leyenda griega « ΒΑΣΙΛΕΩΣ ΤΕΙΡΑΝΟΥ » con al anverso un busto diademado del rey Tiranes mirando a la derecha, peinado con una cinta en un círculo de perlas, y al dorso un busto del emperador Probo laurado a la derecha y debajo la fecha ЕОФ de la era de Bósforo, el conjunto rodeado de un círculo perlado.
Una inscripción encontrada en Kerch en 1843 que formaba parte de un monumento consagrado a Júpiter Salvador y a Juno indica que llevaba el gentilicio dinástico de Tiberio Julio, mientras que otra hecha en honor de la « Victoria y de la Constancia » ha sido igualmente encontrada ; menciona el nombre de su esposa Aelia.